# Mr. Inbetween
Mr. Inbetween es una serie de televisión de comedia negra y dramática que se estrenó en FX el 25 de septiembre de 2018 en los Estados Unidos, en Australia se estrenó el 1 de octubre de 2018 en Fox Showcase. La serie está inspirada en la película The Magician del 2005. La serie fue creada, escrita y protagonizada por Scott Ryan.
La serie fue ordenada oficialmente para FX Australia como su primera producción original, pero se lanzó en Australia en Showcase tras el cierre de FX Australia entre la comisión y el estreno.
El 9 de octubre de 2018, FX y Foxtel renovaron la serie para una segunda temporada, que se estrenó el 12 de septiembre de 2019.
El 26 de mayo de 2020, la serie fue renovada para una tercera y última temporada que se estrenó el 25 de mayo de 2021.

## Argumento
Ray Shoesmith es un sicario a sueldo que se gana la vida equilibrando sus actividades delictivas con sus obligaciones con los amigos y la familia. Intenta ser un padre para Brittany, su hija con su exesposa, un novio cariñoso para Ally, y un buen cuidador para su hermano enfermo Bruce. Ray también cubre a su amigo Gary cuando es necesario, y sigue las órdenes de su jefe Freddy sin dudarlo. Ray trata con criminales y monstruos a su manera violenta; este comportamiento, sin embargo, empieza a pasar factura y afecta a sus relaciones.

## Elenco

### Principal
- Scott Ryan como Ray Shoesmith
- Justin Rosniak como Gary
- Brooke Satchwell como Ally
- Nicholas Cassim como Bruce
- Chika Yasumura como Brittany
- Damon Herriman como Freddy
- Natalie Tran como Jacinta
- Jackson Tozer como Vasilli

### Invitados
- Alyla Browne
- Firass Dirani
- Benedict Hardie
- Matt Nable
- Edmund Lembke-Hogan
- David Michôd
- Kriv Stenders
- Ben Oxenbould

## Episodios
| Temporada | Temporada | Episodios | Episodios | Emisión original         | Emisión original        |
| Temporada | Temporada | Episodios | Episodios | Primera emisión          | Última emisión          |
| --------- | --------- | --------- | --------- | ------------------------ | ----------------------- |
|           | 1         | 6         | 6         | 25 de septiembre de 2018 | 9 de octubre de 2018    |
|           | 2         | 11        | 11        | 12 de septiembre de 2019 | 21 de noviembre de 2019 |
|           | 3         | 9         | 9         | 25 de mayo de 2021       | 13 de julio de 2021     |

### Temporada 1 (2018)
| N.º en serie | N.º en temp. | Título                               | Dirigido por  | Escrito por | Fecha de emisión original | Código de prod. | Audiencia (millones) |
| ------------ | ------------ | ------------------------------------ | ------------- | ----------- | ------------------------- | --------------- | -------------------- |
| 1            | 1            | «Pee Pee Guy» «El tipo del pipí»     | Nash Edgerton | Scott Ryan  | 25 de septiembre de 2018  | XIB01001        | 0,645                |
| 2            | 2            | «Unicorns Know Everybody's Name»     | Nash Edgerton | Scott Ryan  | 25 de septiembre de 2018  | XIB01002        | 0,515                |
| 3            | 3            | «Captain Obvious» «El capitán obvio» | Nash Edgerton | Scott Ryan  | 2 de octubre de 2018      | XIB01003        | 0,551                |
| 4            | 4            | «On Behalf of Society»               | Nash Edgerton | Scott Ryan  | 2 de octubre de 2018      | XIB01004        | 0,426                |
| 5            | 5            | «Hard Worker» «Trabajador dedicado»  | Nash Edgerton | Scott Ryan  | 9 de octubre de 2018      | XIB01005        | 0,408                |
| 6            | 6            | «Your Mum's Got a Strongbox»         | Nash Edgerton | Scott Ryan  | 9 de octubre de 2018      | XIB01006        | 0,319                |

### Temporada 2 (2019)
| N.º en serie | N.º en temp. | Título                       | Dirigido por  | Escrito por | Fecha de emisión original | Código de prod. | Audiencia (millones) |
| ------------ | ------------ | ---------------------------- | ------------- | ----------- | ------------------------- | --------------- | -------------------- |
| 7            | 1            | «Shoulda Tapped»             | Nash Edgerton | Scott Ryan  | 12 de septiembre de 2019  | XIB02001        | 0,506                |
| 8            | 2            | «Don't Be A Dickhead»        | Nash Edgerton | Scott Ryan  | 19 de septiembre de 2019  | XIB02002        | 0,539                |
| 9            | 3            | «I Came From Your Balls?»    | Nash Edgerton | Scott Ryan  | 26 de septiembre de 2019  | XIB02003        | 0,383                |
| 10           | 4            | «Monsters»                   | Nash Edgerton | Scott Ryan  | 3 de octubre de 2019      | XIB02011        | 0,332                |
| 11           | 5            | «Can't Save You»             | Nash Edgerton | Scott Ryan  | 10 de octubre de 2019     | XIB02004        | 0,394                |
| 12           | 6            | «Let Me Stop You There»      | Nash Edgerton | Scott Ryan  | 17 de octubre de 2019     | XIB02005        | 0,360                |
| 13           | 7            | «Watch Out For Snakes»       | Nash Edgerton | Scott Ryan  | 24 de octubre de 2019     | XIB02006        | 0,415                |
| 14           | 8            | «See You In Your Dreams»     | Nash Edgerton | Scott Ryan  | 31 de octubre de 2019     | XIB02007        | 0,344                |
| 15           | 9            | «Socks Are Important»        | Nash Edgerton | Scott Ryan  | 7 de noviembre de 2019    | XIB02008        | 0,432                |
| 16           | 10           | «Nice Face»                  | Nash Edgerton | Scott Ryan  | 14 de noviembre de 2019   | XIB02009        | 0,409                |
| 17           | 11           | «There Rust, and Let Me Die» | Nash Edgerton | Scott Ryan  | 21 de noviembre de 2019   | XIB02010        | 0,383                |

### Temporada 3 (2021)
| N.º en serie | N.º en temp. | Título                  | Dirigido por  | Escrito por | Fecha de emisión original | Código de prod. | Audiencia (millones) |
| ------------ | ------------ | ----------------------- | ------------- | ----------- | ------------------------- | --------------- | -------------------- |
| 18           | 1            | «Coulda Shoulda»        | Nash Edgerton | Scott Ryan  | 25 de mayo de 2021        | XIB03001        | 0,444                |
| 19           | 2            | «Champ»                 | Nash Edgerton | Scott Ryan  | 25 de mayo de 2021        | XIB03002        | 0,290                |
| 20           | 3            | «All I Ever Wanted»     | Nash Edgerton | Scott Ryan  | 1 de junio de 2021        | XIB03003        | 0,298                |
| 21           | 4            | «Cut The Crap Princess» | Nash Edgerton | Scott Ryan  | 8 de junio de 2021        | XIB03004        | 0,273                |
| 22           | 5            | «Before I Went To War»  | Nash Edgerton | Scott Ryan  | 15 de junio de 2021       | XIB03005        | 0,321                |
| 23           | 6            | «Ray Who?»              | Nash Edgerton | Scott Ryan  | 22 de junio de 2021       | XIB03006        | 0,418                |
| 24           | 7            | «I'm Your Girl»         | Nash Edgerton | Scott Ryan  | 29 de junio de 2021       | XIB03007        | 0,336                |
| 25           | 8            | «I'll See You Soon»     | Nash Edgerton | Scott Ryan  | 6 de julio de 2021        | XIB03008        | 0,331                |
| 26           | 9            | «I'm Not Leaving»       | Nash Edgerton | Scott Ryan  | 13 de julio de 2021       | XIB03009        | 0,294                |

## Lanzamiento

### Distribución
La serie se lanzó en España el 26 de septiembre de 2018 en HBO España. En Latinoamérica se estrenó el 10 de junio de 2019, en Fox Premium Series.
La segunda temporada fue lanzada en España el 13 de septiembre de 2019 en HBO España. En Latinoamérica estrenó el 15 de octubre de 2020 en Fox Premium Series.[cita requerida]
La tercera temporada se lanzará en España el 26 de mayo de 2021 en HBO España.[cita requerida]

## Recepción

### Respuesta crítica
Mr. Inbetween ha recibido elogios de la crítica por su escritura y sus actuaciones. En el sitio web del agregador de reseñas Rotten Tomatoes la primera temporada tiene un índice de aprobación del 90%, basándose en 20 reseñas con una calificación media de 6,98/10. El consenso crítico dice: «El familiar montaje de Mr. Inbetween se perdona rápidamente gracias a su experta tensión y a la hipnotizante interpretación de Scott Ryan». En Metacritic, tiene una puntuación media ponderada de 75 de 100, basada en 11 reseñas, indicando «reseñas generalmente favorables».
Tim Goodman de The Hollywood Reporter la calificó como «una de las mejores series de 2018... El creador-guionista-actor Scott Ryan y el director Nash Edgerton ofrecen un tour de force que consigue hacer mucho en muy poco tiempo». Entertainment Weekly la nombró como una de las series imprescindibles del otoño de 2018, elogiando el tono de comedia oscura de la serie; «Ryan irradia una dureza casual, como si estuviera contando alegremente tus huesos más quebradizos. Mr. Inbetween se vuelve más salvaje a medida que avanza, hasta que el final de temporada se convierte en una historia totalmente surrealista, al estilo de Fargo, de un golpe que sale muy mal». John Doyle, de The Globe and Mail, la calificó como «una pequeña obra maestra de comedia/drama tranquila y compulsivamente observable. No hay grandes ideas aquí, pero la fuerza de su narrativa a pequeña escala es impresionante».
The New York Times la incluyó en su lista de lo mejor de la televisión del otoño de 2018, afirmando que «el equilibrio entre el pavor y las risas inexpresivas se mantiene hábilmente, y hay un atractivo ambiente de improvisación casual». The Boston Globe dijo de la primera temporada de la serie: «El asesino con un corazón de oro no es un tropo nuevo, por supuesto; los espectadores han sido puestos repetidamente en la posición de compromiso moral en las últimas dos décadas, más recientemente con Barry de HBO. Pero Mr. Inbetween le da un repaso fresco y divertido».
Para la segunda temporada, su estreno tuvo críticas positivas adicionales. En Rotten Tomatoes la temporada tiene un índice de aprobación del 100%, basándose en 8 reseñas con una calificación media de 9,0/10. Alan Sepinwall de Rolling Stone la elogió, declarando «La enorme mejora de una primera temporada ya sólida a esta tremenda segunda me hace preguntarme si Mr. Inbetween tiene otro gran salto en él - o si pasar aún más tiempo en el mundo de Ray Shoesmith podría forzar a Ryan, y a nosotros, a empezar a empatizar demasiado con este hombre tan peligroso». Ben Travers, de IndieWire, dijo: «Acompañe estas reflexiones más profundas con diálogos agudos, una estética idealmente mugrienta y personajes secundarios fuertes, y Mr. Inbetween acaba siendo una experiencia gratificante que merece ser explorada mucho más». Screen Rant le dio una crítica positiva, diciendo «La segunda temporada eleva la serie en casi todos los niveles, desde la escritura y la actuación de Ryan hasta las actuaciones del reparto y la dirección de Nash Edgerton».

### Audiencias

#### Temporada 3
| N.º | Título                  | Fecha de emisión    | ÍA (18–49) | Audiencia (millones) | DVR (18–49) | Audiencia DVR (millones) | Total (18–49) | Audiencia total (millones) |
| --- | ----------------------- | ------------------- | ---------- | -------------------- | ----------- | ------------------------ | ------------- | -------------------------- |
| 1   | «Coulda Shoulda»        | 25 de mayo de 2021  | 0,2        | 0,444                | 0,1         | 0,306                    | 0,2           | 0,750                      |
| 2   | «Champ»                 | 25 de mayo de 2021  | 0,1        | 0,290                | 0,1         | 0,294                    | 0,1           | 0,584                      |
| 3   | «All I Ever Wanted»     | 1 de junio de 2021  | 0,1        | 0,298                | 0,1         | 0,262                    | 0,1           | 0,560                      |
| 4   | «Cut The Crap Princess» | 8 de junio de 2021  | 0,1        | 0,273                | 0,1         | 0,338                    | 0,1           | 0,611                      |
| 5   | «Before I Went To War»  | 15 de junio de 2021 | 0,1        | 0,321                | 0,1         | 0,352                    | 0,1           | 0,673                      |
| 6   | «Ray Who?»              | 22 de junio de 2021 | 0,1        | 0,418                | 0,0         | 0,305                    | 0,2           | 0,723                      |
| 7   | «I'm Your Girl»         | 29 de junio de 2021 | 0,1        | 0,336                | 0,1         | 0,283                    | 0,1           | 0,619                      |
| 8   | «I'll See You Soon»     | 6 de julio de 2021  | 0,1        | 0,331                | 0,1         | 0,323                    | 0,2           | 0,654                      |
| 9   | «I'm Not Leaving»       | 13 de julio de 2021 | 0,1        | 0,294                | 0,1         | 0,328                    | 0,1           | 0,622                      |